# Hematochezi
Hematochezi (av grekiskans αἷμα, "blod", och χέζειν, "ha avföring") är en medicinsk term för färskt (rödfärgat) blod i avföringen. Den skall inte förväxlas med melena som är den svarta, tjärliknande och illaluktande avföring som oftast uppkommer vid blödningar från övre mag-tarmkanalen. Vid hematochezi har blodet ännu ej hunnit oxideras i tjocktarmen vilket innebär att det oftast talar för en blödning i nedre mag-tarmkanalen. Hematochezi kan dock uppstå vid massiv blödning från övre mag-tarmkanalen, exempelvis vid kraftigt blödande magsår.

## Orsaker
Hematochezi kan uppstå vid ett antal tillstånd, exempelvis hemorrojder, analfissur, divertikulos, inflammatorisk tarmsjukdom, kolorektalcancer, gastroenterit eller kraftigt blödande magsår.